# Đất hiếm

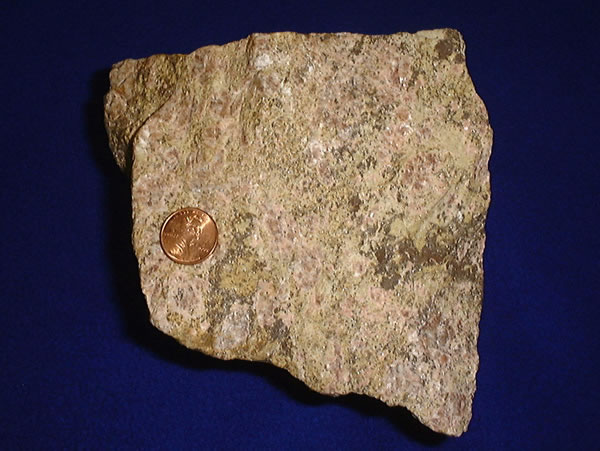
Quặng đất hiếm

Các nguyên tố đất hiếm và các kim loại đất hiếm, theo IUPAC là một hợp chất gồm 17 nguyên tố hóa học thuộc bảng tuần hoàn của Mendeleev, trong đó có scandi, ytri và 15 nguyên tố của nhóm Lanthan và trái ngược với tên gọi (loại trừ prometi), có hàm lượng lớn trong Trái Đất. Người ta có thể tìm thấy các nguyên tố đất hiếm ở trong các lớp trầm tích, các mỏ quặng và cát đen. Nhóm đất hiếm thường không có tên trong sự sắp xếp khoa học. Tuy vậy, đất hiếm vẫn được tổ chức USPTO sắp xếp vào dạng hợp kim và các hợp chất khác, chính xác là nam châm đất hiếm từ các dạng khác nhau của nam châm.
17 nguyên tố đất hiếm gồm xeri (Ce), dysprosi (Dy), erbi (Er), europi (Eu), gadolini (Gd), holmi (Ho), lanthan (La), luteti (Lu), neođim (Nd), praseođim (Pr), prometi (Pm), samari (Sm), scandi (Sc), terbi (Tb), tuli (Tm), ytterbi (Yb) và ytri (Y).
Mặc dù mang tên là hiếm, các nguyên tố đất hiếm - ngoại trừ prometi có tính phóng xạ - là tương đối dồi dào trong lớp vỏ Trái Đất, với xeri là nguyên tố phổ biến thứ 25 với 68 phần triệu, nhiều hơn cả đồng. Tuy nhiên, do đặc tính địa hóa học của chúng, các nguyên tố đất hiếm thường phân tán và không thường được tìm thấy tập trung trong các khoáng vật đất hiếm; kết quả là các kho quặng đất hiếm mà có thể khai thác kinh tế là ít phổ biến hơn. Khoáng vật đất hiếm đầu tiên được phát hiện vào năm 1787 là gadolini, một khoáng chất bao gồm xeri, ytri, sắt, silic và các nguyên tố khác. Khoáng chất này được khai thác từ một mỏ ở làng Ytterby ở Thụy Điển; 4 trong số các nguyên tố đất hiếm có tên bắt nguồn từ tên địa điểm này.

## Danh sách đất hiếm
Dưới đây là danh sách 17 nguyên tố đất hiếm.
| Z  | Ký hiệu | Tên        | Từ nguyên học                                                                                                  | Ứng dụng tiêu biểu |
| -- | ------- | ---------- | --- | --- |
| 21 | Sc      | Scandi     | từ tiếng Latinh Scandia (Scandinavia), nơi quặng đất hiếm này đầu tiên được phát hiện.                         | hợp kim Nhôm-scandi |
| 39 | Y       | Ytri       | từ làng Ytterby, Thụy Điển, nơi phát hiện quặng đất hiếm này đầu tiên.                                         | granat YAG, YBCO Siêu dẫn nhiệt độ cao |
| 57 | La      | Lanthan    | trong tiếng Hy Lạp "lanthanon", nghĩa là Tôi ẩn nấp.                                                           | Kính khúc xạ cao, bùi nhùi, bình chứa khí hydro, điện cực pin, thấu kính máy ảnh, dung dịch xúc tác lỏng cracking dùng trong các nhà máy lọc dầu                                        |
| 58 | Ce      | Xeri       | Theo tên hành tinh lùn Ceres.                                                                                  | Chất oxy hóa dùng trong hóa học, bột đánh bóng, màu vàng ở thủy tinh và đồ gốm sứ, chất xúc tác trong làm sạch lò nướng, dung dịch xúc tác lỏng cracking dùng trong các nhà máy lọc dầu |
| 59 | Pr      | Praseodymi | theo từ tiếng Hy Lạp "praso", có nghĩa là "tỏi tây" (hay hành poa rô), và từ "didymos", nghĩa là "sinh đôi".   | Nam châm đất hiếm, laser, màu xanh ở thủy tinh và đồ gốm sứ, trầm tích đá lửa |
| 60 | Nd      | Neodymi    | theo từ Hy Lạp "neo", nghĩa là mới, và "didymos", nghĩa sinh đôi.                                              | Nam châm đất hiếm, laser, màu tím ở thủy tinh và đồ gốm sứ, tụ gốm |
| 61 | Pm      | Promethi   | theo tên vị thần Titan Prômêtê của thần thoại Hy Lạp, vị thần đã đem lửa cho con người.                        | Pin nguyên tử |
| 62 | Sm      | Samarium   | theo tên Vasili Samarsky-Bykhovets, người đã phát hiện ra quặng samarskite đất hiếm.                           | Nam châm đất hiếm, laser, neutron capture, maser |
| 63 | Eu      | Europi     | theo tên Châu Âu.                                                                                              | Phosphor màu đỏ và xanh, laser, đèn hơi thủy ngân |
| 64 | Gd      | Gadolini   | theo tên của Johan Gadolin (1760–1852), để thể hiện sự kính trọng với những nghiên cứu về đất hiếm của ông.    | Nam châm đất hiếm, thủy tinh chiết suất cao và granat, laser, đèn phát tia X, bộ nhớ máy tính, neutron capture                                                                          |
| 65 | Tb      | Terbi      | theo tên làng Ytterby, Thụy Điển.                                                                              | Phosphor màu lam, laser, đèn huỳnh quang |
| 66 | Dy      | Dysprosi   | theo từ Hy Lạp "dysprositos", nghĩa là khó tiếp cận.                                                           | Nam châm đất hiếm, laser |
| 67 | Ho      | Holmi      | theo tên thành phố Stockholm (trong tiếng Latinh, "Holmia"), quê hương của một trong số những người tìm ra nó. | Laser |
| 68 | Er      | Erbi       | theo tên làng Ytterby, Thụy Điển.                                                                              | Laser, Thép vanadi |
| 69 | Tm      | Thuli      | theo tên vùng đất trong thần thoại Thule.                                                                      | Máy X-quang di động |
| 70 | Yb      | Yterbi     | theo tên làng Ytterby, Thụy Điển.                                                                              | Laser hồng ngoại, chất khử hóa học |
| 71 | Lu      | Luteti     | theo tên Lutetia, tên trước kia của thành phố Paris.                                                           | |

## Khám phá và lịch sử ban đầu
Nguyên tố đất hiếm đầu tiên được phát hiện là khoáng vật đen "ytterbite" (được đổi tên thành gadolinite vào năm 1800). Nó được phát hiện bởi Trung úy Carl Axel Arrhenius vào năm 1787 tại một mỏ đá ở làng Ytterby, Thụy Điển.
Khoáng vật "Yterbite" của Arrhenius đã tới tay Johan Gadolin, một giáo sư của Học viện Hoàng gia Turku (Lưu trữ ngày 20 tháng 7 năm 2022 tại Wayback Machine), và phân tích của ông đã thu được một oxit không xác định (đất) mà ông gọi là ytria. Anders Gustaf Ekeberg đã phân lập beryli từ gadolinite nhưng không nhận ra các nguyên tố khác chứa trong quặng này. Sau phát hiện này vào năm 1794, một khoáng chất từ Bastnäs gần Riddarhyttan, Thụy Điển, được cho là một khoáng chất wolfram sắt, đã được Jöns Jacob Berzelius và Wilhelm Hisinger kiểm tra lại. Năm 1803, họ thu được một oxit trắng và gọi nó là ceria. Martin Heinrich Klaproth độc lập phát hiện ra cùng một loại oxit và gọi nó là ochroia.
Do đó, vào năm 1803, có hai nguyên tố đất hiếm được biết đến là ytri và xeri, mặc dù phải mất thêm 30 năm để các nhà nghiên cứu xác định rằng các nguyên tố khác có trong hai quặng ceria và ytria (sự giống nhau của tính chất hóa học của kim loại đất hiếm làm cho việc chia tách chúng trở nên khó khăn).
Năm 1839, Carl Gustaf Mosander, trợ lý của Berzelius, đã tách ceria bằng cách đun nóng nitrat và hòa tan sản phẩm trong axit nitric. Ông gọi oxit của muối hòa tan là lanthana. Mosander phải mất thêm 3 năm để phân tách tiếp lanthana thành didymia và lanthana thuần túy. Didymia, mặc dù không thể phân tách thêm bằng các kỹ thuật của Mosander, trên thực tế vẫn là một hỗn hợp các oxit.
Năm 1842 Mosander cũng tách ytria thành ba oxit: ytria nguyên chất, terbia và erbia (tất cả các tên đều bắt nguồn từ tên thị trấn "Ytterby"). Đất cho muối màu hồng Mosander gọi là terbium; đất hiếm tạo ra oxit peroxide màu vàng thì ông gọi là erbium.
Vì vậy, vào năm 1842, số lượng các nguyên tố đất hiếm được biết đến đã đạt tới 6: ytri, xeri, lanthan, didymi, erbi và terbi.
Nils Johan Berlin và Marc Delafontaine cũng đã cố gắng để tách các ytria thô và tìm thấy các chất tương tự mà Mosander thu được, nhưng Berlin đặt tên (1860) chất cho màu hồng muối erbi, và Delafontaine tên chất với peroxide terbi vàng. Sự nhầm lẫn này đã dẫn đến một số tuyên bố sai lầm về các nguyên tố mới, chẳng hạn như nguyên tố mosandrium của J. Lawrence Smith, hoặc philippium và decipium của Delafontaine. Do khó khăn trong việc tách các kim loại đất hiếm (và xác định sự phân tách hoàn tất), tổng số tuyên bố khám phá sai lầm đã đạt tới hàng chục, với một số người cho là tổng số tuyên bố khám phá sai lầm lên tới hơn 100.

## Viết tắt
Dưới đây là các ký hiệu viết tắt của các nguyên tố đất hiếm thường được sử dụng:
- RE = Đất hiếm
- REM = kim loại đất hiếm
- REE = nguyên tố đất hiếm
- REO = oxit đất hiếm
- LREE = nguyên tố đất hiếm nhẹ (La-Sm)
- HREE = nguyên tố đất hiếm nặng (Eu-Lu)

## Ứng dụng
- Dùng để chế tạo các nam châm vĩnh cửu cho các máy phát điện
- Dùng để đưa vào các chế phẩm phân bón vi lượng nhằm tăng năng suất và chống chịu sâu bệnh cho cây trồng
- Dùng để chế tạo các nam châm trong các máy tuyển từ trong công nghệ tuyển khoáng
- Dùng để diệt mối mọt, các cây mục nhằm bảo tồn các di tích lịch sử
- Dùng chế tạo các đèn cathode trong các máy vô tuyến truyền hình
- Dùng làm xúc tác trong công nghệ lọc hóa dầu và xử lý môi trường
- Dùng làm vật liệu siêu dẫn
- Các ion đất hiếm cũng được sử dụng như các vật liệu phát quang trong các ứng dụng quang điện
- Được ứng dụng trong công nghệ laser

Hiện nay các nhà khoa học Việt Nam đã tách được các nguyên tố đất hiếm đạt đến độ sạch đến 98-99% và ứng dụng cho nhiều ngành khác nhau trong công nghiệp.
Trong nông nghiệp, đất hiếm còn được bổ sung thêm vào phân bón để bón cho cây trồng; đồng thời cũng đã có một số thử nghiệm để bổ sung vào thức ăn chăn nuôi.